# Кен Олсен
Кеннет Гаррі Олсен (англ. Kenneth Harry Olsen; 20 лютого 1926 — 6 лютого 2011) — американський інженер, піонер комп'ютерної індустрії і один із засновників Digital Equipment Corporation (DEC). Зіграв значну роль в розвитку «мінікомп'ютерів».

## Життєпис
Олсен народився 20 лютого 1926 у місті Бріджпорт в штаті Коннектикут у родині з норвезькими та шведськими коріннями. Його батько конструював верстати, а численні деталі в їхній сімейній майстерні довгий час служили іграшками для Кеннета і його братів. У 1944 Олсен пішов служити у ВМС США, де вперше зіткнувся з електронікою. Після закінчення служби в 1946 він вступив до Массачусетського технологічного інституту і в 1952 отримав ступінь магістра з електротехніки.
Коли навчання Олсена наближалася до кінця, він поступив на роботу в діючий при університеті дослідний центр Lincoln Laboratory, яка спонсорувалася з федерального бюджету і займалася розробками в галузі національної безпеки. Тут Олсен очолив проект зі створення транзисторного комп'ютера TX-0, який мав замінити Whirlwind з його 5000 лампами.
У 1957 разом зі своїм колегою Гарланом Андерсеном (Harlan Anderson) за фінансової підтримки в розмірі 70 тисяч доларів з боку венчурного фонду American Research and Development Олсен відкрив власну фірму — Digital Equipment Corp. Перший комп'ютер DEC, PDP-1, являв собою сплав ідей, що виникли під час роботи в Lincoln Laboratory.
Пізніше компанія створила цілу серію «мінікомп'ютерів» PDP, потужних обчислювальних машин розміром з холодильник, дозволяли виконувати наукові та інженерні розрахунки тим людям, які не мали доступу до дорогих мейнфреймів. Одна з таких систем послужила плацдармом для створення версії BASIC для персональних комп'ютерів майбутнім засновникам Microsoft Біллу Гейтсу і Полу Аллену. Найуспішніша з моделей серії, машина PDP-11, послужила прототипом радянських комп'ютерів серії «СМ».
Згодом серію комп'ютерів PDP замінили універсальнішими VAX, що мали 32-розрядний набір команд. На піку свого розвитку в 1980-х роках DEC була другим за величиною виробником комп'ютерів після IBM. У 1998 DEC була куплена Compaq, яка, у свою чергу, в 2002 була поглинена найбільшим у світі виробником персональних обчислювальних систем Hewlett-Packard.
Олсен залишив Digital Equipment Corporation у 1992 році, після чого займався в основному благодійною діяльністю, зокрема надавав допомогу релігійно-політичній організації The Family. Він також входив до опікунської ради Gordon College. У 2006 один з дослідницьких центрів даного коледжу був названий на його честь.

## Відзнаки
Протягом своєї багаторічної кар'єри Кеннет Олсен був неодноразово удостоєний престижних нагород за внесок у розвиток інформаційних технологій, включаючи «Медаль основоположника», що присуджується організацією IEEE. У 1986 Олсен був названий журналом Fortune «Найуспішнішим американським підприємцем». Крім того, про нього була написана книга «Історія Кена Олсена і Digital Equipment Corporation».